# 北京市新闻媒体列表
北京新聞媒體列表列出北京各新闻机构、电台、电视台和出版社。

## 新闻机构
- 新华社
- 人民日报
- 光明日报
- 新京报
- 北京青年报
- 北京日报
- 北京晚报
- 法制晚报
- 京华时报
- 北京娱乐信报
- 精品购物指南
- 作家文摘
- 北京晨报
- 经济日报
- 经济参考报
- 参考消息
- 北京广播电视报
- 中国日报
- 中国新闻社
- 千龙新闻网
- 经济观察报
- 环球时报
- 中国青年报
- 21世纪经济报道

## 电台、电视台
- 中央电视台
- 中国教育电视台
- 中央人民广播电台
- 中国国际广播电台
- 北京电视台
- 北京人民广播电台

## 出版社
- 人民教育出版社
- 人民文学出版社
- 文化艺术出版社
- 京华出版社
- 同心出版社
- 北京大学出版社
- 北京师范大学出版社
- 北京理工大学出版社
- 北京航空航天大学出版社
- 北京邮电大学出版社
- 北京语言大学出版社
- 北京大学医学出版社
- 北京交通大学出版社
- 外语教学与研究出版社（外研社）
- 中国传媒大学出版社
- 北京广播学院出版社
- 北京少年儿童出版社
- 高等教育出版社
- 机械工业出版社
- 华夏出版社
- 社会科学院文献出版社